# Еусебіо Сакрістан
Еусебіо Сакрістан (ісп. Eusebio Sacristán; нар. 13 квітня 1964, Ла-Сека) — іспанський футболіст, півзахисник. По завершенні ігрової кар'єри — футбольний тренер.
Як гравець насамперед відомий виступами за «Барселону», а також національну збірну Іспанії.

## Клубна кар'єра
Народився 13 квітня 1964 року в місті Ла-Сека. Вихованець футбольної школи клубу «Реал Вальядолід». Дорослу футбольну кар'єру розпочав 1983 року в основній команді того ж клубу, в якій провів чотири сезони, взявши участь у 117 матчах чемпіонату.
Протягом сезону 1987—1988 років захищав кольори клубу «Атлетіко», допомігши команді завоювати бронзові медалі чемпіонату.
Своєю грою за останню команду привернув увагу представників тренерського штабу «Барселони», до складу якої приєднався 1988 року. Відіграв за каталонський клуб наступні сім сезонів своєї ігрової кар'єри. Більшість часу, проведеного у складі «Барселони», був основним гравцем команди. За цей час чотири рази виборював титул чемпіона Іспанії, ставав володарем Кубка Кубків УЄФА, переможцем Ліги чемпіонів УЄФА та володарем Суперкубка УЄФА.
Протягом 1995—1997 років захищав кольори клубу «Сельта Віго».
Завершив професійну ігрову кар'єру у рідному для себе клубі «Реал Вальядолід», у складі якого розпочинав ігрову кар'єру. Вдруге Сакрістан прийшов до команди 1997 року і захищав її кольори до припинення виступів на професійному рівні у 2002 році.

## Виступи за збірну
24 вересня 1986 року дебютував в офіційних матчах у складі національної збірної Іспанії в товариській грі проти збірної Греції в Хіхоні.
У складі збірної був учасником чемпіонату Європи 1988 року у ФРН, проте не зіграв у жодному матчі на турнірі.
Всього протягом кар'єри у національній команді, яка тривала 7 років, провів у формі головної команди країни лише 15 матчів.

## Кар'єра тренера
Розпочав тренерську кар'єру невдовзі по завершенні кар'єри гравця, 2003 року, увійшовши до тренерського штабу Франка Райкарда в «Барселоні».
В березні 2010 очолив клуб Сегунди «Сельта Віго», проте так і не зміг вивести його до Прімери і в червні 2011 року був звільнений з посади.
З літа 2011 року, після того як Луїс Енріке перейшов в «Рому», Сакрістан очолив тренерський штаб команди «Барселона Б». Пропрацював з другою командою каталонців чотири роки. Спочатку команда демонструвала високі результати, але згодом вони погіршилися, і 2015 року тренера було звільнено.
У листопаді 2015 року змінив шотландця Девіда Моєса на посаді головного тренера команди клубу «Реал Сосьєдад», на якій працював до березня 2018.
Протягом сезону 2018/19 тренував «Жирону».

## Титули і досягнення
- Володар Кубка іспанської ліги (1):

«Реал Вальядолід»: 1984
- Володар Кубка Іспанії (1):

«Барселона»: 1989–90
- Чемпіон Іспанії (4):

«Барселона»: 1990–91, 1991–92, 1992–93, 1993–94
- Володар Суперкубка Іспанії з футболу (3):

«Барселона»: 1991, 1992, 1994
- Володар Кубка Кубків УЄФА (1):

«Барселона»: 1988–89
- Переможець Ліги чемпіонів УЄФА (1):

«Барселона»: 1991–92
- Володар Суперкубка Європи (1):

«Барселона»: 1992
- Чемпіон Європи (U-21): 1986

| Дата       | Місто      | Господарі         | Результат | Гості          | Турнір            | Голи | Примітки |
| ---------- | ---------- | ----------------- | --------- | -------------- | ----------------- | ---- | -------- |
| 24-9-1986  | Хіхон      | Іспанія           | 3 – 1     | Греція         | товариський матч  | -    | 57'      |
| 24-2-1988  | Малага     | Іспанія           | 1 – 2     | Чехословаччина | товариський матч  | -    |          |
| 22-1-1989  | Та-Калі    | Мальта            | 0 – 2     | Іспанія        | Відбір до ЧС 1990 | -    | 66'      |
| 8-2-1989   | Белфаст    | Північна Ірландія | 0 – 2     | Іспанія        | Відбір до ЧС 1990 | -    | 39'      |
| 23-3-1989  | Севілья    | Іспанія           | 4 – 0     | Мальта         | Відбір до ЧС 1990 | -    | 68'      |
| 26-4-1989  | Дублін     | Ірландія          | 1 – 0     | Іспанія        | Відбір до ЧС 1990 | -    | 69'      |
| 20-9-1989  | Ла-Корунья | Іспанія           | 1 – 0     | Польща         | товариський матч  | -    | 69'      |
| 15-11-1989 | Севілья    | Іспанія           | 4 – 0     | Угорщина       | Відбір до ЧС 1990 | -    | 67'      |
| 27-3-1991  | Сантандер  | Іспанія           | 2 – 4     | Угорщина       | товариський матч  | -    | 46'      |
| 17-4-1991  | Касерес    | Іспанія           | 0 – 2     | Румунія        | товариський матч  | -    | 46'      |
| 4-9-1991   | Ов'єдо     | Іспанія           | 2 – 1     | Уругвай        | товариський матч  | -    |          |
| 25-9-1991  | Рейк'явік  | Ісландія          | 2 – 0     | Іспанія        | Відбір до ЧЄ 1992 | -    |          |
| 12-10-1991 | Севілья    | Іспанія           | 1 – 2     | Франція        | Відбір до ЧЄ 1992 | -    | 46'      |
| 11-3-1992  | Вальядолід | Іспанія           | 2 – 0     | США            | товариський матч  | -    | 46'      |
| 22-4-1992  | Севілья    | Іспанія           | 3 – 0     | Албанія        | товариський матч  | -    | 85'      |
| Усього     |            | Матчів            | 15        |                | Голів             | 0    |          |